# Краля, Тихон Архипович
Тихон Архипович Краля (1919—2008) — Гвардии старший сержант Советской Армии, участник Великой Отечественной войны, Герой Советского Союза (1943).

## Биография
Тихон Краля родился 27 февраля 1919 года в селе Ольховатка (ныне — Нововодолажский район Харьковской области Украины). После окончания семи классов школы работал наборщиком в типографии. В 1939 году Краля был призван на службу в Рабоче-крестьянскую Красную Армию. С декабря 1941 года — на фронтах Великой Отечественной войны. К сентябрю 1943 года гвардии ефрейтор Тихон Краля командовал сапёрным отделением 5-го отдельного гвардейского сапёрного батальона 6-й гвардейской стрелковой дивизии 13-й армии Центрального фронта. Отличился во время освобождения Украинской ССР.
В сентябре 1943 года Краля три раза проводил разведку переправ через крупнейшие реки — Десну, Днепр и Припять, а затем под массированным вражеским огнём успешно наводил их между берегами. Во время битвы за Днепр Краля переправил на западный берег боевую технику и пехоту, что способствовало успеху операции.
Указом Президиума Верховного Совета СССР от 16 октября 1943 года за «образцовое выполнение боевых заданий командования на фронте борьбы с немецкими захватчиками и проявленные при этом мужество и героизм» гвардии ефрейтор Тихон Краля был удостоен высокого звания Героя Советского Союза с вручением ордена Ленина и медали «Золотая Звезда» за номером 1825.
В 1946 году в звании гвардии старшего сержанта Краля был демобилизован. Проживал в Коростене, работал старшим мастером в Украинском обществе слепых. Скончался 6 февраля 2008 года, похоронен в Коростене.
Почётный гражданин Коростеня.

## Награды
Был также награждён орденами Отечественной войны 1-й и 2-й степеней, Славы 3-й степени, рядом медалей. В 1944 году был награждён орденом Крест «За выдающиеся заслуги».